# Lista de episódios de My Little Pony: Pony Life
Esta é uma lista de episódios de My Little Pony: Pony Life que é uma série de televisão infantil animada estadunidense-irlandesa baseada na franquia My Little Pony da Hasbro. A série é produzida por Boulder Media Limited e Entertainment One. A série é uma sucessora e um spin-off de My Little Pony: A Amizade É Mágica de 2010 e a quarta série animada baseada na geral da franquia. A série apresenta um novo estilo de animação, cenário e tom cômico. A série estreou na Treehouse TV do Canadá em 21 de junho de 2020 e no Discovery Family dos Estados Unidos em 7 de novembro de 2020. Uma segunda temporada foi anunciada antes da estreia da série nos Estados Unidos.

## Episódios

### Resumo
| Temporada | Temporada | Episódios | Episódios | Originalmente exibido | Originalmente exibido  |
| Temporada | Temporada | Episódios | Episódios | Estreia da temporada  | Final da temporada     |
| --------- | --------- | --------- | --------- | --------------------- | ---------------------- |
|           | 1         | 26        | 26        | 7 de novembro de 2020 | 6 de fevereiro de 2021 |
|           | 2         | 14        | 14        | 10 de abril de 2021   | 22 de maio de 2021     |

### 1ª Temporada (2020–21)
A primeira temporada consistirá de 26 episódios de 11 minutos.
| N.º | Título | Escrito por | Exibição original                             | Cód. de produção |
| --- | --- | --- | --------------------------------------------- | ---------------- |
| 1 | "Princess Probz" (Parts 1 e 2) "Um Dia de Princesa" (Partes 1 e 2)                                                     | Escrito por : Katie Chilson Storyboard por : Akis Dimitrakopolos & Oriol Vidal | 7 de novembro de 2020 14 de dezembro de 2020  | 101              |
| As pôneis ajudam Pinkie Pie a fazer um teste para uma competição de culinária televisionada chamada Royal Jelly Juggernaut. Quando o resto das Mane 6 é pego em uma situação complicada, Pinkie Pie tem que fazer um teste para o Royal Jelly Juggernaut por conta própria. | | |                                               |                  |
| 2 | "The Best of the Worst" (Parts 1 e 2) "O Melhor do Pior" (Partes 1 e 2)                                                | Escrito por : Whitney Ralls Storyboard por : Francesco Cipolla & Guilia Caruso | 7 de novembro de 2020 14 de dezembro de 2020  | 102              |
| O espírito competitivo de Rainbow Dash é posto à prova quando um novo pônei a desafia para uma competição diferente de qualquer outro. Rainbow Dash enfrenta Dishwater Slog na corrida do perdedor leva tudo para finalmente provar qual pônei é realmente o pior. | | |                                               |                  |
| 3 | "How Applejack Got Her Hat Back" (Parts 1 e 2) "Como Applejack Conseguiu de Volta o Seu Chapéu" (Partes 1 e 2)         | Escrito por : Katie Chilson Storyboard por : Guilia Caruso & Oriol Vidal | 14 de novembro de 2020 16 de dezembro de 2020 | 103              |
| Applejack se encontra no meio de uma crise de identidade quando seu chapéu de assinatura se torna uma mania da moda em toda a cidade. Applejack se junta a um grupo de pôneis alternativos na esperança de encontrar um novo estilo para substituir seu antigo visual. | | |                                               |                  |
| 4 | "Cute-Pocalypse Meow" (Parts 1 e 2) "Apocalipse Miau" (Partes 1 e 2)                                                   | Escrito por : Katie Chilson Storyboard por : Giuseppe Dell'Olio & Oriol Vidal | 14 de novembro de 2020 17 de dezembro de 2020 | 104              |
| Enquanto Pinkie Pie pratica para o Royal Jelly Juggernaut, Fluttershy faz uma adorável novo amigo com um senso de humor negro. Fluttershy tem que reunir toda a sua fofura para proteger seus amigos do lado negro de Bubbles. | | |                                               |                  |
| 5 | "Bad Thing No. 3" (Parts 1 e 2) "Coisa Ruim nº 3" (Partes 1 e 2)                                                       | Escrito por : Whitney Ralls Storyboard por : Estrela Lourenço | 21 de novembro de 2020 18 de dezembro de 2020 | 105              |
| Rarity tenta se livrar de seu azar antes que isso possa arruinar seu relacionamento com um novo amigo. Enquanto Rarity continua a lidar com sua má sorte, ela recebe alguns conselhos muito necessários de uma fonte inesperada: ela mesma. | | |                                               |                  |
| 6 | "Pinkie Pie: Hyper-Helper" (Parts 1 e 2) "Pinkie Pie: Superajudante" (Partes 1 e 2)                                    | Escrito por : Katie Chilson Storyboard por : Francesco Cipolla e Giuseppe Dell'Olio | 21 de novembro de 2020 21 de dezembro de 2020 | 106              |
| Pinkie Pie luta para ajudar seus amigos enquanto se prepara para a rodada final do Royal Jelly Juggernaut. Quando Pinkie Pie entra na rodada final do Royal Jelly Juggernaut, os outros pôneis se reúnem atrás dela. | | |                                               |                  |
| 7 | "The Trail Less Trotten""Death of a Sales-Pony" "A Trilha Menos Trotada""Biscoitos para o Fantástico"                  | Escrito por : Whitney Ralls Storyboard por : Ehud Landsburg & Estrela Lourenço Escrito por : Katie Chilson Storyboard por : Ehud Landsburg & Estrela Lourenço                              | 28 de novembro de 2020 22 de dezembro de 2020 | 107              |
| "A Trilha Menos Trotada": Fluttershy está animada para se tornar um membro do Trail Trotters e espera ganhar distintivos suficientes para conhecer a celebridade dos golfinhos Finn Tastic. No entanto, Applejack recebe uma carta afirmando que Fluttershy e seus amigos são muito velhos para entrar. Não querendo ferir os sentimentos de Fluttershy, suas amigas decidem fingir estar em uma tropa. "Biscoitos para o Fantástico": As garotas abrem um negócio de confeitaria de biscoitos para ganhar seu primeiro distintivo Trail Trotters. No início, todos os pôneis estão se divertindo, mas Fluttershy começa a se tornar mandona e começa a forçar muito a todos. | | |                                               |                  |
| 8 | "Bighoof Walking""The Fluttershy Effect" "O Pata Grande""O Efeito Fluttershy"                                          | Escrito por : Taneka Stotts Storyboard por : Akis Dimitrakopoulos & Oriol Vidal | 28 de novembro de 2020 23 de dezembro de 2020 | 108              |
| "O Pata Grande": A fim de obter o distintivo de avistamento de animais raros, Fluttershy decide rastrear o esquivo Bighoof. "O Efeito Fluttershy": Enquanto se dirige a uma festa para Fluttershy, Rainbow Dash se move tão rápido que acaba em um futuro distópico. | | |                                               |                  |
| 9 | "The Fast and Furriest""Disappearing Act" "Velozes e Veludosas""Truque do Desaparecimento"                             | Escrito por : Dave Horwitz Storyboard por : Francesco Cipolla & Oriol Vidal | 5 de dezembro de 2020 24 de dezembro de 2020  | 109              |
| "Velozes e Veludosas": Twilight e Rainbow Dash entram em uma rivalidade e colocam seus bichinhos no Maplewood Motor Match para resolver as coisas. "Truque do Desaparecimento": Rarity se apresenta em um show de mágica para entreter as Cutie Mark Crusaders e acidentalmente faz seus amigos desaparecerem. | | |                                               |                  |
| 10 | "Badge of Shame""Discord's Peak" "Rainha dos Manuais""O Monte do Discord"                                              | Escrito por : Greg Levine Storyboard por : Giulia Caruso & Estrela Lourenço | 5 de dezembro de 2020 28 de dezembro de 2020  | 110              |
| "Rainha dos Manuais": Para ganhar seu distintivo de engenharia, Twilight deve construir uma máquina. Como Mestre das Instruções, ela acredita que seja uma tarefa simples, mas quando ela vê o quão complicadas as instruções são, Twilight começa a perder a confiança em si mesma. "O Monte do Discord": As Mane Six vão para o Monte. Volcanope para obter o próximo emblema. Fluttershy quer que Discord apareça, mas ele não tem nenhum interesse em fazê-lo. | | |                                               |                  |
| 11 | "A Camping We Will Go""Campfire Stories" "Vamos Acampar""Histórias de Acampamento"                                     | Escrito por : Greg Levine Storyboard por : Giuseppe Dell'Olio, Ehud Landsburg & Adeola Lawal Escrito por : Dave Horwitz Storyboard por : Giuseppe Dell'Olio, Ehud Landsburg & Adeola Lawal | 12 de dezembro de 2020 29 de dezembro de 2020 | 111              |
| "Vamos Acampar": As meninas saem em um acampamento, mas Rarity reluta em tentar sem o conforto de casa. "Histórias de Acampamento": Quando a energia acaba no Sugarcube Corner, Pinkie e suas amigas contam histórias para passar o tempo. | | |                                               |                  |
| 12 | "Friendship Gems""Dol-FIN-ale" "Joias da Amizade""Dolfinale"                                                           | Escrito por : Taneka Stotts Storyboard por : Francesco Cipolla & Akis Dimitrakopoulos Escrito por : Katie Chilson Storyboard por : Francesco Cipolla & Akis Dimitrakopoulos                | 12 de dezembro de 2020 30 de dezembro de 2020 | 112              |
| '"Joias da Amizade": Enquanto fazem pulseiras de amizade, as meninas encontram Trixie e a ensinam a fazer amigos. "Dolfinale": Twilight e seus amigos encontram Finn Tastic e devem convencê-lo a seguir com sua mentira de estar em uma tropa de Trail Trotter para Fluttershy. | | |                                               |                  |
| 13 | "Potion Mystery""Sick Day" "O Mistério da Poção""Um Dia Doente"                                                        | Taneka StottsDave Horwitz | 19 de dezembro de 2020 15 de março de 2021    | 113              |
| "O Mistério da Poção": Quando Twilight descobre que algum pônei entra sorrateiramente no Sugarcube Corner à noite para reabastecer as poções, ela se torna determinada a pegar o culpado no ato. "Um Dia Doente": Rainbow Dash e Rarity devem administrar Sugarcube Corner sozinhos quando todas as suas amigas pegarem um resfriado. | | |                                               |                  |
| 14 | "Meet Potion Nova!""Pony Surfin' Safari" "Conheçam a Potion Nova!""Um Safári na Praia"                                 | Whitney RallsKatie Chilson | 19 de dezembro de 2020 16 de março de 2021    | 114              |
| "Conheçam a Potion Nova!": Em um dia lento em Sugarcube Corner, Twilight lamenta o quão entediada ela está e sente falta dos tempos que ela e suas amigas costumavam sair em aventuras. De repente, o criador de poções, Potion Nova, aparece diante deles e pede sua ajuda. "Um Safári na Praia": Durante as férias no oceano de poções, Potion Nova avisa as Mane Six sobre o triângulo fofo, uma área localizada no oceano que captura qualquer pônei que passar por perto. Infelizmente, as garotas ficam presas no triângulo fofo, quando Applejack insiste em passar um tempo como um grupo.                                                                            | | |                                               |                  |
| 15 | "All Bottled Up""All That Jitters" "Dentro da Garrafa""Aprendiz de Poções"                                             | Greg LevineKatie Chilson | 2 de janeiro de 2021 17 de março de 2021      | 115              |
| "Dentro da Garrafa": Depois de entrar em uma briga com Owlowliscious, Twilight decide literalmente engarrafar seus problemas. "Aprendiz de Poções": Twilight começa a fazer poções com Potion Nova, mas seus nervos começam a tirar o melhor dela. | | |                                               |                  |
| 16 | "I, Cookie""Keynote Pie" "Somos Todas Biscoitos""Pinkie Empreendedora"                                                 | Taneka StottsDave Horwitz | 2 de janeiro de 2021 18 de março de 2021      | 116              |
| "Somos Todas Biscoitos": Com o não-pônei no Sugarcube Corner, a Pinkie Pie se torna solitária. Usando o Replitron 5000 de Twilight, ela cria cookies de suas amigas para brincar. No entanto, para sua surpresa, os biscoitos ganham vida. "Pinkie Empreendedora": Pinkie Pie deseja atrair investidores para Sugarcube Corner por meio de uma conferência. No entanto, ela começa a ter medo do palco exatamente quando está prestes a fazer seu discurso. | | |                                               |                  |
| 17 | "Ponies of the Moment""One Click Wonder" "O Momento Viral do Sugar Corner""O Mundo dos Cliques"                        | Dave HorwitzTaneka Stotts | 9 de janeiro de 2021 19 de março de 2021      | 117              |
| "O Momento Viral do Sugar Corner": as garotas ficam famosas depois que um vídeo delas se torna viral. "O Mundo dos Cliques": Com sua fama acabada, as garotas tentam fazer outro vídeo viral para desespero de Applejack. | | |                                               |                  |
| 18 | "Zound Off""Unboxing Day" "O Som do Silêncio""Desempacotando"                                                          | Greg LevineKatie Chilson | 9 de janeiro de 2021 22 de março de 2021      | 118              |
| "O Som do Silêncio": Rainbow Dash quer baixar um aplicativo onomatopeia em seu tablet, mas ela não tem espaço suficiente para isso. "Desempacotando": Fluttershy tenta fazer um vídeo de caixa, mas tem problemas para abrir a caixa. | | |                                               |                  |
| 19 | "Don't Look a GIF Horse in the Mouth""The Root of It" "O Aniversário da Pinkie""A Mudança"                             | Katie ChilsonDave Horwitz | 16 de janeiro de 2021 23 de março de 2021     | 119              |
| "O Aniversário da Pinkie": É o aniversário de Pinkie Pie e Applejack tem dificuldade em encontrar um bom presente para dar a ela. "A Mudança": Applejack está cansada de fazer as mesmas coisas todos os dias e deixa o Sugarcube Corner para fazer algo diferente, para variar. | | |                                               |                  |
| 20 | "The Mysterious Voice""The 5 Habits of Highly Effective Ponies" "A Voz Misteriosa""5 Hábitos de Pôneis Muito Eficazes" | Taneka StottsGreg Levine | 16 de janeiro de 2021 24 de março de 2021     | 120              |
| "A Voz Misteriosa": Twilight, Rainbow Dash e Applejack ouvem uma voz estranha falando com eles. "5 Hábitos dos Pôneis Muito Eficazes": Fluttershy está tentando ajudar uma lagarta a sair de seu cásulo, mas não consegue. Buscando conselhos de suas amigas, Fluttershy decide imitar o comportamento deles na esperança de chocar o cásulo. | | |                                               |                  |
| 21 | "Game Knight""Director Spike's Mockumentary" "Noite de Jogos""Senhor Diretor"                                          | Taneka StottsDave Horwitz | 23 de janeiro de 2021 25 de março de 2021     | 121              |
| "Noite de Jogos": Twilight convida seus amigos para sua casa para jogar um jogo de tabuleiro que ela fez chamado Tails of Canterlot. No entanto, as meninas acham o jogo enfadonho e passam a fazer suas próprias regras para ele. "Senhor Diretor": Spike retorna da aula de cinema e deseja fazer um documentário no Sugarcube Corner. As Mane Six estão entusiasmadas por estar em um filme, mas ficam nervosas quando são filmados. | | |                                               |                  |
| 22 | "Whoof-dunnit""Dear Tabby" "Detetive Rarity""Querida Tabby"                                                            | Gillian M. BerrowGreg Levine | 23 de janeiro de 2021 26 de março de 2021     | 122              |
| "Detetive Rarity": Rarity encontra uma viseira no chão e se torna um detetive para rastrear seu dono. "Querida Tabby": Applejack e Rarity discutem sobre comida e não querem se desculpar. Applejack recorre a sua coluna de conselhos favorita para obter ajuda. | | |                                               |                  |
| 23 | "Pie Vs. Pie""Superb Six" "Irmã Versus Irmão""Encontro a Galope"                                                       | Greg LevineTaneka Stotts | 30 de janeiro de 2021 29 de março de 2021     | 123              |
| "Irmã Versus Irmão": Pinkie Pie entra em uma confeitaria com seu irmão mais velho, Octavio Pie. "Encontro a Galope": As Mane Six se tornam os Superb Six e oferecem dicas de estilo de vida para ajudar Snips e Snails a participar do Escontro e Galope. | | |                                               |                  |
| 24 | "The Debut Taunt""Flutterdash" "Nasce uma Estrela Pônei""Flutterdash"                                                  | Dave HorwitzGillian M. Berrow | 30 de janeiro de 2021 30 de março de 2021     | 124              |
| "Nasce uma Estrela Pônei": Rarity convida suas amigas para assistir a um programa de televisão em que ela mesma participa. No entanto, Rarity fica deprimida quando seu papel no show é cortado. "Flutterdash": Os pôneis chegam ao Esporte Espetacular e ficam animados para participar dos eventos. Mas quando Rainbow Dash se machuca antes de um jogo de futebol, ela pede a Fluttershy que se disfarce de Rainbow Dash e tome seu lugar. | | |                                               |                  |
| 25 | "The Rarity Report""The Great Divide" "Reporter Rarity""A Separação"                                                   | Taneka StottsDave Horwitz | 6 de fevereiro de 2021 31 de março de 2021    | 125              |
| "Reporter Rarity": Rarity não tem nenhum interesse em praticar esportes, então suas amigas tentam encontrar um evento adequado para ela. "A Separação": Quando estão prestes a jogar uma partida de futebol, as meninas tentam formar o mesmo time. | | |                                               |                  |
| 26 | "The Great Collide""Sportacular Spectacular Musical Musak-ular" "A Grande Colisão""Musical Spectacular Spectacular"    | Greg LevineGillian M. Berrow | 6 de fevereiro de 2021 1 de abril de 2021     | 126              |
| "A Grande Colisão": Continuando com o último episódio, as Mane Six relutantemente se enfrentam. "Musical Sportacular Spectacular": Tocado pela amizade das meninas, Bulk Biceps vai se reconectar com um velho amigo, deixando as meninas encarregadas de sediar as cerimônias de encerramento do Sportacular Spectacular. | | |                                               |                  |